# Gambia Senior Secondary School
Die Gambia Senior Secondary School (GSSS) (die ehemalige Gambia High School) ist eine weiterführende Schule im westafrikanischen Staat Gambia. Sie liegt in der Hauptstadt Banjul in der Nähe des Arch 22 an der Ecke Banjul-Serekunda Highway und der Box Bar Road. Seit 2005 leitet Lamin M. B. Jaite die Schule.

## Geschichte

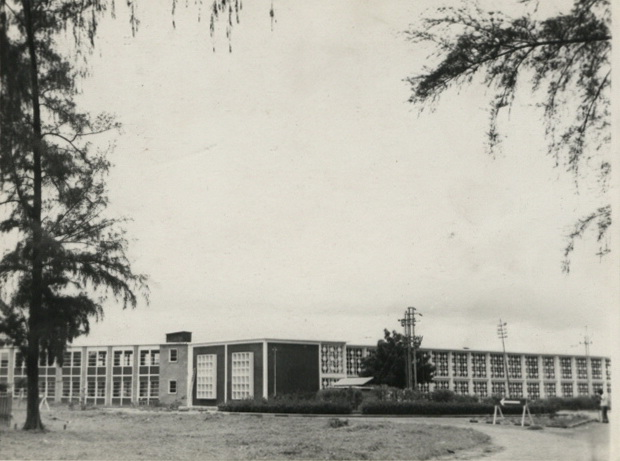
Die Gambia High School in den 1960ern

Im Jahr 1876 wurde von der Wesleyanischen Kirche eine Schule in der Dobson Street eröffnet. 1898 wurde sie als Methodist Boys High School wiedereröffnet. 1915 erfolgte die Gründung der Girls High School, die heute die Albion Lower Basic School ist. 1959 wurden die Methodist Boys High School und Girls High School in die Gambia High School vereinigt. Gleichzeitig bezogen sie den heutigen Gebäude-Komplex am Eingang der Hauptstadt.
Seit der Reform des gambischen Schulsystems im Jahr 1994 ist sie die Gambia Senior Secondary School.

## Daten
Es werden insgesamt 30 Klassen der Jahrgangsstufe 10–12 unterrichtet, diese teilen sich in eine Vormittags- und in eine Nachmittags-Schicht auf. In einer Schicht sind knapp 900 Schüler, so dass insgesamt rund 1700 Schüler die Schule besuchen. Rund 40 Prozent der Schüler sind Mädchen.

## Persönlichkeiten
- Belinda Bidwell (1936–2007), die Politikerin unterrichtete nebenberuflich an dieser Schule
- Satang Jow (* 1943), die ehemalige Ministerin war die zweite weibliche Schulleiterin seit der Gründung.
- Bai Modi Joof (1933–1993), Rechtsanwalt